# L. P. Hartley
Leslie Poles Hartley (Whittlesey, 30 de desembre de 1895 – Londres, 13 de desembre de 1972) fou un escriptor anglès, conegut principalment per les seves novel·les i relats breus de fantasmes. El seu treball més apreciat és The Go-Between, adaptada al cinema com El missatger, pel director Joseph Losey, amb guió de Harold Pinter el 1971. La cita que obre el llibre (“El passat és un país estranger, allí fan les coses d'una altra manera”), ha arribat a ser proverbial.
Hartley va néixer a Whittlesey (Cambridgeshire) i va estudiar a Cliftonville (Thanet), i després, per breu espai, al Clifton College, on va conèixer C. H. B. Kitchin; també va assistir al Harrow School. El 1915 va estudiar al Balliol College d'Oxford per matricular-se en història moderna. Allí va entaular amistat amb l'escriptor Aldous Huxley. El 1916 es va allistar a l'Exèrcit Britànic, i va obtenir el grau d'oficial, encara que per raons de salut mai va sortir del Regne Unit. En quedar incapacitat, el 1919 va tornar a Oxford, on conservava alguns amics literaris.
Va publicar diversos poemes en la revista Oxford Poetry entre 1920 i 1922. Va editar amb altres escriptors la revista Oxford Outlook, en aquests mateixos anys. En la mateixa època Huxley va introduir-lo en la vida social de la ciutat. El seu amic Kitchin li va presentar el grup dels Asquiths, cosa que va provocar la reconvenció per part de destacats membres del grup de Bloomsbury. Malgrat el seu primerenc èxit social i literari, la seva vida va ser difícil i va derivar en un col·lapse nerviós el 1922. Aviat es va dedicar a passar llargues temporades a Venècia, costum que va mantenir durant anys.
Fins a l'èxit de The Go-Between va passar per ser un escriptor menor, però va obtenir el reconeixement definitiu amb la concessió de l'Orde de l'Imperi Britànic el 1956. Hartley va elaborar una sàtira de la isocràcia en la seva novel·la distòpica Facial justice (1960): descriu una societat en la qual els individus amb trets físics que es desvien de la mitjana són fustigats fins a ser operats per cirurgians estètics.
Jack Sullivan va publicar una anàlisi crítica dels relats de fantasmes de Hartley en el llibre de Jack Sullivan Elegant Nightmares: The English Ghost Story From Le Fanu to Blackwood. Un altre assaig crític sobre els mateixos textos és el llibre de S. T. Joshi The Evolution of the Weird Tale.

## Obres
- Night Fears (1924), contes
- Simonetta Perkins (1925)
- The Killing Bottle (1932), contes
- The Shrimp and the Anemone (1944), "Eustace and Hilda Trilogy I"
- The West Window (1945)
- The Sixth Heaven (1946), "Eustace and Hilda Trilogy II"
- Eustace and Hilda (1947), "Eustace and Hilda Trilogy III"
- The Travelling Grave and Other Stories (1948), contes
- The Boat (1949)
- My Fellow Devils (1951)
- The Go-Between (1953)
- The White Wand and Other Stories (1954), contes
- A Perfect Woman (1955)
- The Hireling (1957)
- Facial Justice (1960)
- Two for the River (1961), contes
- The Brickfield (1964)
- The Betrayal (1966)
- Essays by Divers Hands, Volum XXXIV (1966), editor
- The Novelist's Responsibility (1967), assajos
- Poor Clare (1968)
- The Collected Short Stories of L. P. Hartley (1968)
- The Love-Adept: A Variation on a Theme (1969)
- My Sisters' Keeper (1970)
- Mrs. Carteret Receives (1971), contes
- The Harness Room (1971)
- The Collections: A Novel (1972)
- The Will and the Way (1973)
- The Complete Short Stories of L. P. Hartley (1973), contes
- The Collected Macabre Stories (2001), contes